# Blanca Estrada
Blanca Estrada (La Felguera –Principado de Asturias–, 1950) es una actriz y presentadora española retirada, conocida sobre todo por sus interpretaciones a lo largo de los años 1970 y principios de la década siguiente en algo más de una veintena de películas clasificadas dentro del llamado «cine de destape».

## Biografía
Hermana de la también actriz Gloria Estrada y prima de Susana, Blanca se da a conocer en 1972 como «azafata» o «secretaria» de la primera etapa del concurso de Televisión Española Un, dos, tres… responda otra vez, junto a rostros tan populares como Ágata Lys o Yolanda Ríos, de donde pasa al año siguiente a trabajar como presentadora del espectáculo de variedades de Valerio Lazarov ¡Señoras y señores!
A partir de entonces, su carrera cinematográfica se centra en una serie de películas de alto contenido erótico entre las que destacan Una vela para el diablo (1973), El libro de buen amor (1975, con Patxi Andión, considerada por el crítico cinematográfico del diario Ya Pascual Cebollada como «una amplia muestra de desnudeces masculinas y femeninas, por delante y por detrás, y una constante tensión o demostración de erotismo ilustrado con obscenidades»), Metralleta Stein (1975), Dios bendiga cada rincón de esta casa (1977, con Lola Gaos, basada en la novela El primo Basilio de Eça de Queirós), El francotirador (1977), Historia de 'S' (1979) o Los cántabros (1980), en las que la joven protagoniza frecuentes desnudos integrales y «escenas de cama», lo que la convierte en una de las actrices más celebradas del momento.
Sale también «un poco desvestida» en no pocas revistas como Play-Lady, «donde apareció en cueros vivos» [sic],Lib, Interviú y sobre todo Fotogramas, en la que se la ve en cinco portadas de mediados de la década de los setenta.
A finales de 1976, interviene en el capítulo de la serie Paisaje con figuras, de Antonio Gala, dedicado a Mariana Pineda, emitido por Televisión Española el 13 de diciembre.
En 1982, vuelve a actuar a las órdenes de Narciso Ibáñez Serrador, esta vez en un nuevo capítulo de la serie Historias para no dormir (El fin empezó ayer), junto a Manuel Tejada, estrenado en Televisión Española el 20 de septiembre.
Después de separarse de su marido, con el que se había casado en 1970, la actriz mantuvo sendas relaciones sentimentales con el locutor de Radio Nacional de España Joaquín Ocio, fallecido en 1994, y el periodista Alejo García, muerto en 2008 a los 71 años de edad.
Tras vivir durante un tiempo en Estados Unidos, reside actualmente en Málaga, alejada por completo del mundillo artístico.

## Filmografía

### Cine
| Año  | Película                               | Personaje           | Director                |
| ---- | -------------------------------------- | ------------------- | ----------------------- |
| 1973 | Una vela para el diablo                | Norma               | Eugenio Martín          |
| 1974 | Odio mi cuerpo                         | Elena               | León Klimovsky          |
| 1974 | El buque maldito                       | Kathy               | Amando de Ossorio       |
| 1974 | Los cazadores                          | Alice Rennick       | Peter Collinson         |
| 1974 | La noche de la furia                   | Sue                 | Carlos Aured            |
| 1975 | Metralleta 'Stein'                     | Ana                 | José Antonio de la Loma |
| 1975 | El libro de buen amor                  | Doña Endrina        | Tomás Aznar             |
| 1975 | Todos los gritos del silencio          | Michelle            | Ramón Barco             |
| 1975 | Sensualidad                            | Lucy                | Germán Lorente          |
| 1976 | Kilma, reina de las amazonas           | Kilma               | M. I. Bonns             |
| 1976 | Sábado, chica, motel… ¡qué lío aquél!  | Teresa              | José Luis Merino        |
| 1976 | El taxista de señoras                  |                     | Sergio Bergonzelli      |
| 1976 | A mí qué me importa que explote Miami  |                     | Manuel Caño             |
| 1977 | Dios bendiga cada rincón de esta casa  | Lucía               | Chumy Chúmez            |
| 1978 | El francotirador                       | Ángela              | Carlos Puerto           |
| 1978 | Las locuras de Jane                    | Jane                | Joaquín Coll Espona     |
| 1979 | Historia de 'S'                        | Psiquiatra          | Francisco Lara Polop    |
| 1979 | El caminante                           | Madre Elvira        | Paul Naschy             |
| 1979 | La boda del señor cura                 | Luisa González      | Rafael Gil              |
| 1979 | Las siete magníficas y audaces mujeres | Eva                 | Darío Herreros          |
| 1980 | Hijos de papá                          | Alicia Ortega       | Rafael Gil              |
| 1980 | Un cero a la izquierda                 | Poli                | Gabriel Iglesias        |
| 1980 | Los cántabros                          | Turenia             | Paul Naschy             |
| 1981 | Misterio en la isla de los monstruos   | Dominique Blanchard | Juan Piquer Simón       |

### Televisión
| Año  | Serie                    | Capítulo                        | Personaje      | Director                |
| ---- | ------------------------ | ------------------------------- | -------------- | ----------------------- |
| 1976 | Paisaje con figuras      | Mariana Pineda                  | Mariana Pineda | Antonio José Betancor   |
| 1977 | Curro Jiménez            | El prisionero de Arcos          | Camila         | Mario Camus             |
| 1979 | Estudio 1                | El caso de la mujer asesinadita | Raquel         | Federico Ruiz           |
| 1982 | Historias para no dormir | El fin empezó ayer              | Rosa           | Narciso Ibáñez Serrador |